# 謝罪風の謝罪
謝罪風の謝罪（しゃざいふうのしゃざい、英語: Non-apology apology、ノンアポロジーアポロジー、ほかにnonpology, backhanded apology, or fauxpology,　など）とは、形だけの謝罪になっていない謝罪。または、期待された自責を伴わない形での謝罪の手法。謝罪になっていない謝罪、nonpology、backhanded apology、ともいわれる。一般的に「気分を害した可能性のある人」への謝罪。日本語では「ご不快構文」と呼ばれることもある。

## 概要
一般的な謝罪が何かをしてしまったという行為や起きた現象そのものに対して自らの責任を伴う形で行われるのに対して、「謝罪風の謝罪」ではその行為そのものではなく「気分を害した可能性のある人」への謝罪にすり替えて謝罪をする。
このため謝罪する相手の気持ちの受け取り方の問題に責任を転嫁しており、これは謝罪ではないという批判が国内外から起こっている。また謝罪する相手が何らかの被害者だった場合、「謝罪風の謝罪」によって二次被害を生んでいる可能性もあり、この謝罪手法が果たしてどういった効果があるのかは不明である。「謝罪風の謝罪」は逆効果になっているのではという指摘もある。
この言葉は元々、北米の法体系に由来するものである。法律上の決着がつくまでの謝罪は何らかの法的責任も伴わないが、その場の状況を寛解し、民事訴訟を回避する役割がある。したがって、単なる謝罪が法廷上で謝罪者の過失の証拠として認められない。例えば、医師は薬物の副作用について患者に謝罪することはよくあるが、法廷上で「医者の謝罪」を医療過誤の証拠として認められない。
日本でも不祥事や差別発言を問題視された政治家や行政の間で「謝らない謝罪」が横行していると指摘されている。

## 使われ方
日本で使われている「謝罪風の謝罪」は「不快な思いにさせてすいません」「誤解させてしまって申し訳ない」「～と感じさせてしまったことをお詫び申し上げます」などという形式でつかわれる事が多い。

## 類似の手法
ミスを自分のせいではないかのように言うMistakes were madeや、条件付きでもし～であれば申し訳ないというIfpologyなどがある。

## 法的意義

### アメリカ
判例法主義を採用し訴訟大国でもあるアメリカでは通常の謝罪が法的に不利になってしまうため、謝罪ができないままに訴訟へと発展してしまう問題が生まれている。これを解決するためにアメリカのマサチューセッツ州では人道的な衝動から発せられる思いやりや共感の感覚を伝える「慈悲深いジェスチャー」を保護するための法律（通称：アイムソーリー法　1986年）が作られ、その後カリフォルニア州などのアメリカの複数の州では類似の法律が制定されている。

## 例
- 「ミスがあった」
- Ifpology
- 他のバージョン
- 皮肉な例